# Abraxas fasciariata
Abraxas fasciariata là một loài bướm đêm trong họ Geometridae.